# Slakkenhuismos
Slakkenhuismos (Leptodon smithii) is een soort uit de kringmosfamilie (Neckeraceae). 

## Determinatie
Slakkenhuismos is onderscheidend als het vochtig is, gekenmerkt door zijn donkergroene takken tot ongeveer 2,5 cm lang en vrij dichte bladeren, iets minder dan 1 mm lang, met een extreem afgeronde punt. De bladnerf is enkelvoudig, vrij kort en zwak en de bladcellen zijn niet langwerpig.

## Ecologie
Slakkenhuismos is een epifyt die voorkomt op eutrofe schors van bomen en struiken in eutrofe loofbossen.

## Verspreiding
Slakkenhuismos komt voor in Europa, Zuid-Afrika, Australië (oosten) en Nieuw-Zeeland. In Nederland komt het zeer zeldzaam voor. Het staat op de rode lijst in de categorie 'Gevoelig'. In de flora van Touw & Rubers staat 'het is uiterst onwaarschijnlijk dat Leptodon nog in ons land voorkomt'. De laatste waarneming was namelijk van 1873. Echter, nog voor het uitkomen van de flora werd deze epifyt gevonden op Texel (1989). Later is het mos gevonden in Netersel (2001), Nuenen (2004), Santpoort (2017) en Casteren (2020).